# جوزيف ييتس
جوزيف ييتس (19 يونيو 1844 - 17 أبريل 1916) (بالإنجليزية: Joseph Yates)‏ هو لاعب كريكت بريطاني.